# Andrzej Ożyhar
Andrzej Janusz Ożyhar (ur. 1954 we Wrocławiu) – polski inżynier chemii. Absolwent Politechniki Wrocławskiej. Od 2006 r. profesor na Wydziale Chemicznym Politechniki Wrocławskiej.
Jego dorobek naukowy obejmował w 2006 roku: 41 publikacji, w tym 5 w języku polskim i 36 po angielsku. Był promotorem sześciu prac doktorskich, z których pięć zostało wyróżnionych (stan w 2006). Jest laureatem 4 nagród Rektora Politechniki Wrocławskiej i 6 nagród Dziekana Wydziału Chemicznego.